# Eudorylas souzalopesi
Eudorylas souzalopesi är en tvåvingeart som beskrevs av José Albertino Rafael 1991. Eudorylas souzalopesi ingår i släktet Eudorylas och familjen ögonflugor. Inga underarter finns listade i Catalogue of Life.